# Meridià 112 a l'oest
El meridià 112 a l'oest de Greenwich és una línia de longitud que s'estén des del pol Nord travessant l'oceà Àrtic, Amèrica del Nord, el Golf de Mèxic, l'oceà Pacífic, l'oceà Antàrtic, i l'Antàrtida fins al pol Sud.
El meridià 112 a l'oest forma un cercle màxim amb el meridià 68 a l'est. Com tots els altres meridians, la seva longitud correspon a una semicircumferència terrestre, uns 20.003,932 km. Al nivell de l'Equador, és a una distància del meridià de Greenwich de 12.468 km.

## De Pol a Pol
Començant en el pol Nord i dirigint-se cap al pol Sud, aquest meridià travessa:
| Coordenades                               | País, territori o mar | Notes |
| ----------------------------------------- | --------------------- | --- |
| 90° 0′ N, 112° 0′ O / 90.000°N,112.000°O  | Oceà Àrtic            | |
| 78° 33′ N, 112° 0′ O / 78.550°N,112.000°O | Canadà                | Territoris del Nord-oest — Illa de Borden |
| 78° 21′ N, 112° 0′ O / 78.350°N,112.000°O | Estret de Wilkins     | |
| 78° 2′ N, 112° 0′ O / 78.033°N,112.000°O  | Canadà                | Territoris del Nord-oest — Illa de Mackenzie King |
| 77° 20′ N, 112° 0′ O / 77.333°N,112.000°O | Cos d'aigua sense nom | |
| 76° 0′ N, 112° 0′ O / 76.000°N,112.000°O  | Canadà                | Territoris del Nord-oest — illa de Melville |
| 75° 9′ N, 112° 0′ O / 75.150°N,112.000°O  | Golf de Liddon        | |
| 75° 1′ N, 112° 0′ O / 75.017°N,112.000°O  | Canadà                | Territoris del Nord-oest — illa de Melville |
| 74° 28′ N, 112° 0′ O / 74.467°N,112.000°O | Canal de Parry        | Canal del Vescomte Melville |
| 72° 53′ N, 112° 0′ O / 72.883°N,112.000°O | Canadà                | Territoris del Nord-oest — Illa Victòria Nunavut — des de 70° 0′ N, 112° 0′ O / 70.000°N,112.000°O a Illa Victòria |
| 68° 31′ N, 112° 0′ O / 68.517°N,112.000°O | Golf de la Coronació  | |
| 68° 14′ N, 112° 0′ O / 68.233°N,112.000°O | Canadà                | Nunavut — Arxipèlag Duke of York |
| 68° 10′ N, 112° 0′ O / 68.167°N,112.000°O | Golf de la Coronació  | |
| 67° 45′ N, 112° 0′ O / 67.750°N,112.000°O | Canadà                | Nunavut Territoris del Nord-oest — des de 65° 30′ N, 112° 0′ O / 65.500°N,112.000°O, travessa el Gran Llac de l'Esclau Alberta — des de 60° 0′ N, 112° 0′ O / 60.000°N,112.000°O |
| 49° 0′ N, 112° 0′ O / 49.000°N,112.000°O  | Estats Units          | Montana Idaho — des de 44° 32′ N, 112° 0′ O / 44.533°N,112.000°O Utah — des de 42° 0′ N, 112° 0′ O / 42.000°N,112.000°O, passa a l'oest de Salt Lake City a 40° 45′ N, 111° 53′ O / 40.750°N,111.883°O Arizona — des de 37° 0′ N, 112° 0′ O / 37.000°N,112.000°O, travessa Phoenix a 33° 27′ N, 112° 0′ O / 33.450°N,112.000°O |
| 31° 37′ N, 112° 0′ O / 31.617°N,112.000°O | Mèxic                 | Sonora |
| 28° 51′ N, 112° 0′ O / 28.850°N,112.000°O | Golf de Califòrnia    | |
| 27° 6′ N, 112° 0′ O / 27.100°N,112.000°O  | Mèxic                 | Baixa Califòrnia Sud |
| 24° 44′ N, 112° 0′ O / 24.733°N,112.000°O | Badia de Magdalena    | |
| 24° 32′ N, 112° 0′ O / 24.533°N,112.000°O | Mèxic                 | Baixa Califòrnia Sud — Illa Santa Margarita |
| 24° 31′ N, 112° 0′ O / 24.517°N,112.000°O | Oceà Pacífic          | Passa a l'est de Roca Partida, illes Revillagigedo, Mèxic at 19° 0′ N, 112° 4′ O / 19.000°N,112.067°O |
| 60° 0′ S, 112° 0′ O / 60.000°S,112.000°O  | Oceà Antàrtic         | |
| 74° 19′ S, 112° 0′ O / 74.317°S,112.000°O | Antàrtida             | Territori no reclamat |